# Stelio Savante
Stelio Savante (ur. 24 kwietnia 1970 w Kapsztadzie) – południowoafrykański aktor filmowy i telewizyjny.

## Życiorys
Stelio Savante urodził się i dorastał w Kapsztadzie w Republice Południowej Afryki. Jego ojciec jest z pochodzenia Grekiem, matka zaś Brytyjką. W trakcie studiów przeniósł się do Stanów Zjednoczonych, aby uczyć się w Uniwersytecie West Alabama, a wszystko to dzięki międzynarodowemu stypendium, które otrzymał za sukcesy w tenisie. Grał w uniwersyteckich zespołach tenisa i futbolu amerykańskiego, poza tym interesował się również aktorstwem. Po licznych sukcesach zamieszkał w Nowym Jorku, gdzie oprócz grania w filmach występuje w teatrze.

## Filmografia
- 1996: Close Up – Frankie
- 1998: Jim Breuer Show, The – Dan Schafner 'Schaffy'
- 1999-2007: Rodzina Soprano (Sopranos, The) – Gaetano Giarizzo (gościnnie)
- 1999: Prawo i bezprawie (Law & Order: Special Victims Unit) – Milan Zergin (gościnnie)
- 2000: Manhattan Chase – Dr Ross
- 2000: Red Lipstick – Rich, bezdomny
- 2000: Astoria – Nick
- 2000: Grave Debt, A – Devo Campelli
- 2001: Prawo i porządek: Zbrodniczy Zamiar (Law & Order: Criminal Intent) – Phil Bartoli (gościnnie)
- 2001: Piękny umysł (Beautiful Mind, A) – Technik
- 2003: Midnight Club II – Primo (głos)
- 2005: Solidarity – Adam
- 2006: Brzydula Betty (Ugly Betty) – Steve
- 2006: Moja super eksdziewczyna (My Super Ex-Girlfriend) – Leo
- 2008: Starship Troopers 3: Marauder – Bull Brittles
- 2009: Corrado – Antonio
- 2010: Suite Life: Nie ma to jak statek – Stephane (gościnnie) (odc. 50-51)
- 2019: The Chosen – Mojżesz (odc. 7)